# Šípkové
Šípkové je naseljeno mjesto u okrugu Piešťany u Trnavskom kraju u Slovačkoj.

## Stanovništvo
| Godina:     | 1993. | 2003.    | 2013.   | 2023.   |
| ----------- | ----- | -------- | ------- | ------- |
| Broj ljudi: | 413   | 339      | 315     | 300     |
| Razlika:    |       | -17,91 % | -7,07 % | -4,76 % |

| Godina:     | 2022. | 2023.   |
| ----------- | ----- | ------- |
| Broj ljudi: | 301   | 300     |
| Razlika:    |       | -0,33 % |

Prema podacima o broju stanovnika iz 2023. godine naselje je imalo 300 stanovnika.

## Vanjske poveznice
|  | Zajednički poslužitelj ima još gradiva o temi Šípkové |

- Službena stranica naselja (sl.)